# Kuta Baru (Trumon)
Kuta Baru is een bestuurslaag in het regentschap Aceh Selatan van de provincie Atjeh, Indonesië. Kuta Baru telt 187 inwoners (volkstelling 2010).